# San Fortunato della Collina
San Fortunato della Collina è una frazione del comune di Perugia (PG).
Il paese, con 975 abitanti, si trova lungo la strada statale collinare Marscianese che unisce Perugia a Marsciano. Si trova a circa 7 km a sud del capoluogo e a 300 m s.l.m., sul crinale della collina che separa la valle del Tevere dalla piccola valle solcata dal torrente Genna.

## Storia
La strada collinare venne tracciata nel XII secolo e lungo di essa furono costruite delle piccole fortificazioni collinari dipendenti dal contado di Porta San Pietro, di cui San Fortunato è un esempio.
Dapprima costruito come semplice villa (fine XIII secolo), venne dotato di mura dal Consiglio di Perugia nel 1311 (per proteggerlo dai tuderti), tanto che nel 1380 è elencato come castello. Nel 1416 venne assediato dalle soldatesche di Braccio da Montone, che lo saccheggiano e danneggiano. Nel 1512 è invece la volta dell'esercito del Duca d'Urbino, che lo dà alle fiamme.

## Economia
Il territorio ha un forte sviluppo agricolo, con vaste coltivazioni di mais e vite. In particolare, la produzione di vini è ben rappresentata dalle cantine Bellucci, che hanno raggiunto un discreto successo commerciale a livello nazionale.
È presente anche l'allevamento, in particolare di ovini e bovini.

## Monumenti e luoghi d'interesse
- Chiesa di San Fortunato (XIII secolo), dedicata al santo vescovo di Todi. Dal 1842, al suo interno, vi è la statua di santa Veronica Giuliani.

## Sport
- Campo da calcio a 5 non regolamentare.
- Palestra comunale, sede del Dojo Ushijima Judo Club Perugia.

## Eventi e manifestazioni
Presepe vivente, rappresentato dal 1986 fino al 2011 nell'area del borgo medievale, durante le festività Natalizie, con figuranti in costume e scene di vita quotidiana d'epoca.
Dal 1981, ogni anno nella prima settimana del mese di giugno si svolge la sagra paesana, intitolata fino al 2014: Sagra del bel vedere e del buon mangiare. Dal 2015 la sagra viene rinominata: Sagra del piccione in carrozza.